# Fouquereuil
Fouquereuil település Franciaországban, Pas-de-Calais megyében. Lakosainak száma 1630 fő (2022. január 1.). Fouquereuil Annezin, Labeuvrière, Béthune, Fouquières-lès-Béthune és Gosnay községekkel határos.

## Népesség
A település népességének változása:
| Lakosok száma | 1340 | 1522 | 1561 | 1570 | 1590 | 1609 | 1629 | 1632 | 1630 |
|               | 2013 | 2015 | 2016 | 2017 | 2018 | 2019 | 2020 | 2021 | 2022 |